# Pardosella massaiensis
Pardosella massaiensis är en spindelart som beskrevs av Roewer 1959. Pardosella massaiensis ingår i släktet Pardosella och familjen vargspindlar.
Artens utbredningsområde är Tanzania. Inga underarter finns listade i Catalogue of Life.